# Melia (botanica)
Melia L. è un genere di piante della famiglia delle Meliacee.

## Tassonomia
Il genere comprende le seguenti specie:
- Melia azedarach L.
- Melia dubia Cav.
- Melia volkensii Gürke